# Elmpt (Adelsgeschlecht)

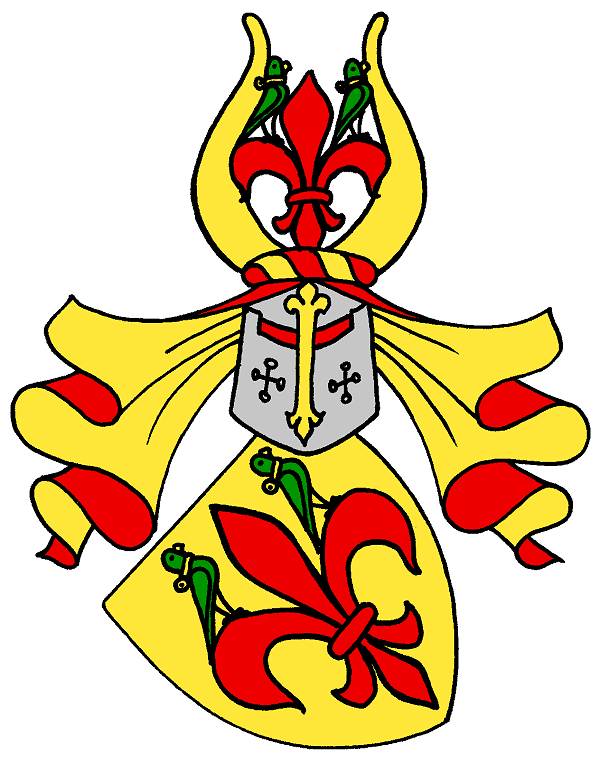
Stammwappen derer von Elmpt

Die Herren von Elmpt, seit 1790 Reichsgrafen, waren ein altadliges, ursprünglich rheinländisches Geschlecht, das auch im zaristischen Russland zu Ruhm und Ansehen gelangte.

## Geschichte
Der Name des Geschlechts kam bereits in der ersten Hälfte des 13. Jahrhunderts vor. 1203 werden die Edelherren von Elmpt mit Elmet oder Elmid bezeichnet, als Theodoricus de Elmid einen Vertrag zwischen dem Herzog Heinrich I. von Nieder-Lothringen und dem Grafen Otto I. von Geldern bezeugte. Die Bezeichnung für die Familie und den um ihren Hof stehenden Weiler variierte. In den Jahren 1243, 1300, 1326 und 1363 lautete sie aber schon Elmpt(h), und auch 1400 erscheinen die sich zu einem Dorf zusammenschließenden Bauernhöfe als Elmpt.
1233 wird Gobelo von Elmete erwähnt. Er war Ritter und Gelderner Lehnsmann. Nachdem er Margarethe, die reiche Erbin des Bruno von Hückelhoven geheiratet hatte, saß er auf Burg Hückelhoven.
Der Stammvater ist Godefrido de Elmth (urkundlich 1243), sein Urenkel ist Wilhelm von Elmete (urkundlich 1361–1406) der 1361 Agnes von Vianden heiratet. Einer ihrer drei Söhne übersiedelte auf die Insel Ösel, wo er der Öselschen Ritterschaft angehörte. Dessen Sohn Johann van Elmete vermachte 1450 den Kindern seiner Schwester Bela sein Erbe auf den Dom zu Reval. Bela selbst stiftete eine Vikarie im Jungfrauenkloster zu Reval.
In Folge der Ehe der Guda von Elmpt waren die von Elmpt 1363 in Besitz des festen Hauses Dilborn gekommen. Ein in Hottorf gelegenes Gut, der Elmpter Hof, gehörte ebenso zum umfangreichen Grundbesitz. Er wurde 1448 geteilt, die zweite Hälfte blieb bis zum Jahr 1800 als jülich’sches Lehen im Besitz derer von Elmpt.

### Linie Aachen
Stefan von Elmpt war 1354 Kanoniker des Aachener Marienstifts. 1372 kündigte Godart, Sohn des Wilhelm von Elmpt, als Helfer des Johann von Kievelberg der Stadt die Fehde an und siegelte mit dem Stammwappen. Als Oetgin von Elmpt 1394 der Stadt für geleistete Dienste empfangenen Sold quittierte, siegelte er ebenfalls mit dem Stammwappen, aber überdeckt von einem gezahnten Schrägrechtsbalken. Hermann von Elmpt wiederum siegelte 1424 mit dem Stammwappen und gehörte 1450 der Aachener Patriziergesellschaft zum Löwenberg an, der schon 1414 Heinrich von Elmpt angehörte. Im 15./16. Jahrhundert bestehen dann zwei Zweige von Elmpt in Aachen. Der eine besitzt Badehäuser, der andere gehört der Goldschmiedezunft an.

### Linie Burgau

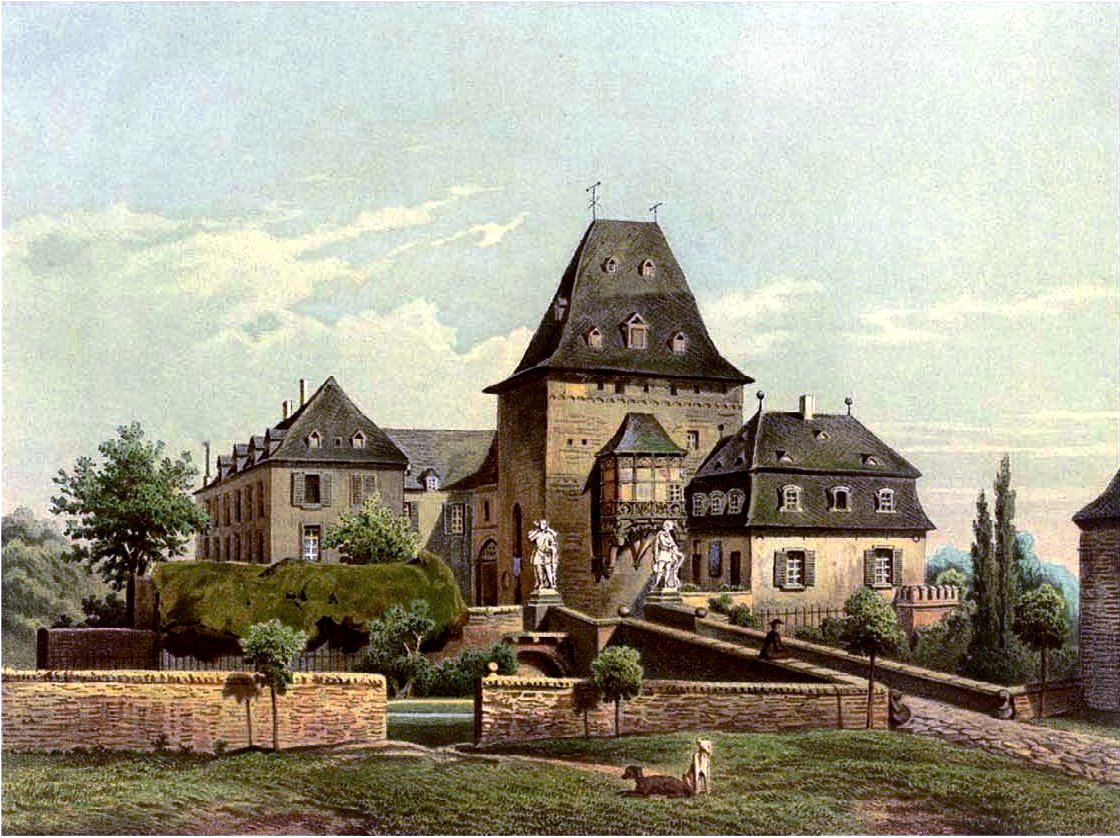
Schloss Burgau

Deren Sitz wurde Burgau. Das Lehen der Herrschaft Heinsberg hieß ursprünglich Au, Auwa, dann Burg zur Au. Wilhelm von Elmpt war verheiratet mit der Erbtochter. Nachdem der Ritter Adam zu Burgau bereits 1467 vor dem Grafen Johann von Nassau und Saarbrücken, Herrn zu Heinsberg, Wilhelm von Elmpt als Erben seines gesamten Besitzes eingesetzt hatte, wurde Wilhelm 1475 mit Schloss und Herrlichkeit Burgau belehnt. Der Sohn Johann folgte in Burgau. Mit dem mit Cäcilie von dem Bongart vermählten Heinrich Adam von Elmpt († 1594), fürstlich jülichscher Kredenzer, setzte sich die Stammreihe fort. 1645 war Johann Heinrich von Elmpt zu Burgau kaiserlicher Hauptmann. Als er 1657 bei der Belagerung von Münster fiel, war er pfalz-neuburgischer Kammerobrist, General und Gouverneur von Düren.
In Folge eines Ehevertrags vom 13. Februar 1674 zwischen Daniel von Elmpt und Maria Anna Katharina von Wolff-Metternich und der darin festgesetzten Schenkung der Herrlichkeit Burgau an die überlebende Gattin, kam 1705 Burgau in den Besitz von deren Bruder, nachdem 1704 der einzige Sohn aus der Ehe Elmpt-Burgau-Wolff-Metternich verstorben war. Die Familie Wolff-Metternich (genannt Elmpt zu Burgau) konnte den Besitz gegenüber den Ansprüchen der noch existierenden Seitenlinie Elmpt 80 Jahre behaupten, bis endlich 1784 vom obersten Jülich-Bergischen Gericht das Lehen Burgau der Linie Elmpt zugesprochen wurde.

#### Zweig Elmpt
Heinrich Adams († 1594) Sohn Johann von Elmpt begründete eine Abzweigung zu Elmpt. Sein Sohn Wilhelm († 1710) heiratete die Erbtochter Anna Margaretha von Dammerscheidt und wurde Herr zu Dammerscheidt. Der einzige Sohn Caspar von Elmpt (* 12. Februar 1679; † 1730) erhielt den Reichsfreiherrenstand.
Bereits 1701 hatte die Familie von Rohe Haus und Herrschaft Elmpt von den Geloes, Nachfahren derer von Elmpt, erworben. Elmpt war aber nur bis 1759 in rohe’scher Hand, als Adolphine von Geloes, Herrin auf Schloss Dilborn, den Besitz zurückkaufte.
Von den drei Enkeln Wilhelms wurde Franz Philipp Kaiserlich-Königlicher Feldmarschallleutnant, Kommandant von Prag, und Karl Joseph Hauptmann im Regiment Birkenfeld. Der jüngste, Johann Martin von Elmpt (* 13. September 1726; † 10. Februar 1802), ging in russische Dienste und stieg dort zum kaiserlich russischen Feldmarschall und Generalkommandant von Livland auf. Er erwarb Güter, war 1788 Besitzer von Gut Schwitten in Kurland, und war unter anderem Erbstarost zu und auf Luschosno. Kurfürst Karl Theodor von der Pfalz im Reichsvikariat erhob ihn am 25. Mai 1790 in den Reichsgrafenstand. Die drei Brüder derer von Elmpt hatten 1784 gerichtlich gegen die Familie Wolff-Metternich die Re-Immission in das Lehen Burgau erlangt, worauf die Wolff-Metternichs erst 1789 förmlich endgültig verzichteten. Anfangs besaßen die drei Brüder die Herrschaft Burgau gemeinsam, aber bis 1794 erwarb der in russischen Diensten stehende Johann Martin von Elmpt die alleinigen Rechte an Burgau.
Der einzige Sohn aus seiner Ehe mit Gottliebe Dorothea von Korff, Philipp (* 10. Oktober 1763; † 22. Mai 1818) verfolgte ebenfalls die militärische Laufbahn, war Generalleutnant, heiratete Anna Magdalena von Baranoff. Sie war Oberhofmeisterin der Großfürstin Helena Pawlowna von Russland. Die Ehe blieb ohne männliche Nachfolger.
Von den beiden Töchtern heiratete die jüngere, Cäcilie Philippine (* 11. Februar 1812; † 5. September 1892), Hofmeisterin der Zarin Alexandra, den kaiserlich russischen Generaladjutanten und Generalleutnant Joseph von Anrep. Diesem und seinen Kindern wurde vom dirigierenden kaiserlich russischen Senat erlaubt, eine Namens- und Wappenvereinigung vorzunehmen. Am 1. Juli 1853 wurde dieser Akt von Zar Nikolaus I. genehmigt. Die agnatische Linie des Ehepaars führte fortan den gräflichen Namen von Anrep-Elmpt.

#### Zweig Drove
Dessen Sitz wurde Burg Drove. Johann von Elmpt zu Burgau heiratete Katharina von Wevorden genannt Drove. Dadurch fiel 1532 ein Drittel der Herrschaft Drove an die von Elmpt. Aus der Ehe gingen Heinrich, Adam (Daem), Gerhard, Bertram und Katharina hervor. Tochter Katharina bekam 1565 zur Ehe mit Freiherr Wilhelm von und zu Vlatten und Obermaubach den Hof zu Oberembt als Mitgift, den schon ihre Mutter Katharina in ihre Ehe eingebracht hatte. 1589–1683 kam es zu weiteren Erbteilungen bezüglich der Herrschaft Drove zwischen den von Elmpt und den von Wevorden. Der Sohn Adam von Elmpt zu Drove († 1622) ging offenbar unstandesgemäße Verbindungen ein. Zuerst mit Katharina Groll, dann mit Gertrud Dierichsweiler. Aus der letzten Allianz gingen die Geschwister Bertram von Elmpt zu Drove, Katharina, Gertrud, Margaretha und Maria hervor, die als illegitim galten, aber Kostgelder und Pachten aus dem väterlichen Hof zu Drove erhielten. Wilhelm von Elmpt, Sohn des illegitimen Bertram von Elmpt zu Drove, klagte 1673 auf Vollstreckung eines Immissionsbescheids von 1644. Henrica Waldbott beanspruchte ab 1692 die Nachfolge ihres kinderlos verstorbenen Onkels (Mutterbruder) Wilhelm von Elmpt zu Drove und ihrer Mutter Gertrud von Elmpt in der Hälfte des lehnbaren Hofs Hottorf und 1/5 des lehnbaren Hofs Ralshoven im Jülichschen. Dies wurde ihr aber abgestritten, da sie ein illegitimes Kind sei.
1720 erscheint Freiherr Wolfgang Christoph von Rohe als Herr zu Elmpt und Drove. Familie von Rohe hatte bereits 1701 von den Geloes, Nachfahren derer von Elmpt, Haus und Herrschaft Elmpt erworben. Die Freiherren von Rohe (eigentlich von Obsinnich genannt Rohe) waren wie die von Elmpt Nachfahren derer von Wevorden genannt Drove.

## Wappen

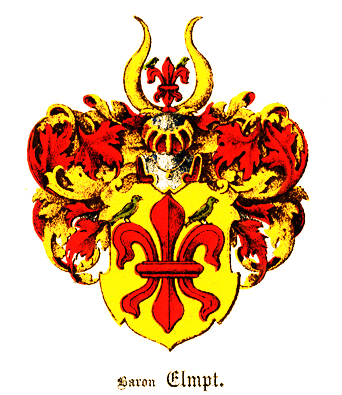
Wappen der Barone von Elmpt
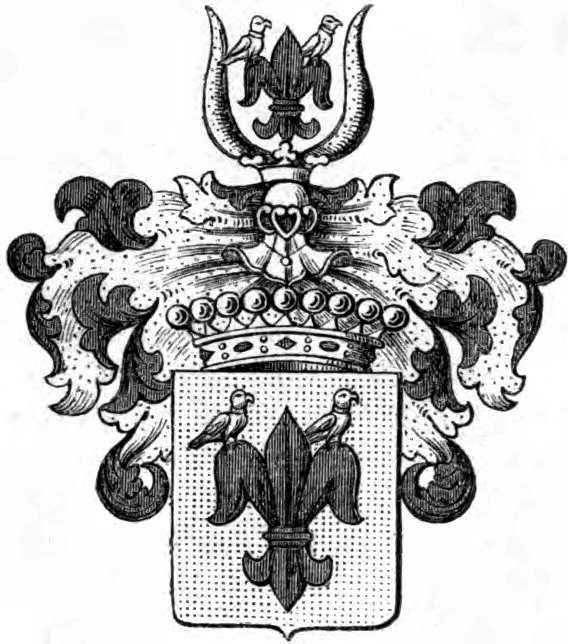
Wappen der Grafen von Elmpt

Elmpt 1790: In Gold eine rote Lilie, auf deren Seitenblättern je ein grüner, linkssehender Sittich steht (Stammwappen). Auf dem Schild ruht eine Grafenkrone, darauf ein gekrönter (oder mit einem rot-goldenen Wulst bedeckter) Helm mit dem Schildbild zwischen zwei goldenen Büffelhörnern. Die Decken sind rot und golden.
Das elmpt’sche Wappen ist im Schloss Burgau am 1551 errichteten Erker des Wohnturms angebracht. Dort sind die Sittiche rechtssehend. Schild und Helm sind hier allerdings als Pendant zu einem Allianzwappen dem Wappen der Ehefrau zugewandt, wobei in der Heraldik gerne der komplette Schildinhalt gespiegelt wurde, um die Zuwendung zur Ehefrau deutlicher auszudrücken.
Das gespaltene Wappen der niederrheinischen Gemeinde Niederkrüchten mit dem Ortsteil Elmpt entstammt in der ersten Hälfte dem Wappen der Grundherren von Elmpt. Die zweite Schildhälfte weist auf das Wappen der Edelherren von Brempt hin, die im 13. Jahrhundert in Niederkrüchten Grundherrenrechte ausübten.
Dem reichsgräflichen Wappen von 1731 der Wolff-Metternich zur Gracht (genannt Elmpt zu Burgau) wurde das Wappen derer von Elmpt hinzugefügt, weil die Familie 80 Jahre die Besitzungen der Linie Elmpt-Burgau besessen hatte, ehe die elmpt’schen Agnaten 1784 die Re-Immission erlangen konnten.